# シラス壁
シラス壁（しらすかべ）とは、火山噴出物 シラスを主原料とした建築材料である。
白洲壁、白州壁と表記することもある。

## 概要
火山噴出物シラスを主原料としたシラス壁。
珪藻土壁と並び、自然素材・健康建材の代表格。
主に、住宅等の建築物の内外装材に使用される。
シラスの多孔質構造と、主成分である珪酸・アルミナなどの働きにより、シラス壁は高い消臭・調湿機能を発揮する。
さらには、シラス壁の持つ調湿機能により、夏場の体感温度を下げ、省エネ・節電にも貢献する壁材として注目を浴びている。
施工は、土壁・漆喰・珪藻土壁と同様に左官職人が行う。